# Cattedrale di Santa Maria Trinitatorum
La cattedrale di Santa Maria Trinitatorum, conosciuta anche con il nome di Santa Maria delle Vigne, è una chiesa sconsacrata e ridotta allo stato di rudere di Lettere: è stata la prima cattedrale della diocesi di Lettere.

## Storia
Con la consacrazione del primo vescovo della diocesi di Lettere, Stefano, nel 987, da parte dell'arcivescovo di Amalfi Comite Orso, si rese necessaria la costruzione di una cattedrale: il luogo prescelto fu all'interno della cerchia muraria del castello; prese il nome di Santa Maria Trinitatorum o di Santa Maria delle Vigne probabilmente perché l'edificio era circondato da viti. Architettonicamente risentì dell'influsso della vicina Amalfi, venendo costruita in stile arabo e romanico.
Nel XII secolo venne eretto il campanile mentre nel XV secolo si rese necessario un totale rifacimento della cattedrale: questo fu realizzato dal feudatario di Lettere Giovanni II Miroballo e portò all'ampliamento della struttura per le maggiori esigenze liturgiche, alla creazione di una nuova facciata, a quelle del nuovo muro perimetrale del lato e nord e a quelle delle absidi centrale e settentrionale. Tuttavia, già nel secolo successivo mostrò segni di deterioramento, tant'è che vennero realizzati nuovi interventi di restauro.
Con lo spopolamento del borgo intorno al castello durante la metà del XVI secolo, il vescovo Bartolomeo Ferri decise di edificare, nel 1570, una nuova cattedrale nel borgo più abitato, ossia quello di Piazza: venne inaugurata nel 1600 e al suo interno vennero trasferiti tutti gli arredi, le opere d'arte e i documenti, questi ultimi andati perduti in un incendio avvenuto nel 1799.
La vecchia cattedrale venni quindi abbandonata, anche se le festività principali venivano celebrate al suo interno. A seguito del crollo del tetto della navata centrale si decise di realizzare delle cappelle chiudendo la navata sud: l'unica superstite è quella della Madonna del Soccorso, con all'interno l'affresco omonimo, restaurata tra il 1651 e il 1656.

## Descrizione
Della cattedrale restano esclusivamente dei ruderi, eccetto il campanile che si è conservato quasi nella sua interezza. Della prima costruzione è ipotizzabile che era lunga il doppio della sua larghezza ed era internamente divisa in tre navate terminanti con tre absidi di cui quella centrale di maggiori dimensioni rispetto alle due laterali: aveva inoltre un impianto decorativo ad affresco, testimoniato da alcuni frammenti ritrovati, era illuminata da monofore ed aveva un tetto a capriate con tegole decorate. Di questa struttura inoltre si conserva una parte del portale e un crocifisso ligneo del XIII secolo custoditi nella sacrestia del santuario di sant'Anna.
A seguito dei lavori di ampliamento, conservando della precedente struttura solo parte della muratura del lato sud e dell'abside di destra, la chiesa assunse una pianta rettangolare, sempre divisa in tre navate coperte da volta a crociera e terminante con due absidi laterali e un presbiterio centrale di forma rettangolare; la facciata aveva tre portali d'ingresso corrispondenti alle tre navate. Di questa struttura sono visibili le basi delle mura perimetrali e parti delle cappelle con copertura a volta, una delle quali conserva l'affresco della Madonna del Soccorso, realizzato nel XVII secolo.
Il campanile venne edificato nel XII secolo e realizzato in tufo bianco e arenaria gialla: stilisticamente rispecchia l'architettura di strutture simili del XII e XIII secolo in Campania e in Sicilia. Originariamente posto in linea con la facciata, è composto da quattro livelli: il primo livello presenta un arco sotto il quale passava probabilmente una strada e nel sottarco est sono visibili i resti di un affresco raffigurante un santo; tra il primo e il secondo livello è un marcapiano con decorazioni a losanghe, mentre il marcapiano tra il secondo e il terzo piano ha delle decorazioni con stelle a sei punte. Nei tre piani superiori si aprono delle monofore: in particolare quelle del secondo piano furono ristrette per dare maggiore stabilità alla struttura, realizzando degli archi decorati con un'alternanza di pietra calcarea con blocchi di tufo, a cui si aggiungono delle decorazioni a rosoni con all'interno delle stelle poste ai lati, nella parte alta; inoltre è probabile che il quarto piano sia stato aggiunto o rifatto successivamente al resto del campanile.